# Береговой (Оренбургская область)
Береговой — посёлок в Оренбургском районе Оренбургской области. Входит в состав Караванного сельсовета
В посёлке числится 12 улиц.

## География
Посёлок располагается на берегу реки Урал. Находится в 43 км к востоку от районного и областного центра — города Оренбург. Высота центра селения над уровнем моря — 82 м.

## История
В 1966 г. Указом Президиума ВС РСФСР поселок фермы № 2 совхоза «Караванный» переименован в Береговой.

## Население
| 2010 |
| ---- |
| 448  |

## Инфраструктура
В посёлке действует фельдшерско-акушерский пункт.